# Ložín
Ložín – wieś (obec) na Słowacji położona w kraju koszyckim, w powiecie Michalovce. Pierwsze wzmianki o miejscowości pochodzą z roku 1227. 
Według danych z dnia 31 grudnia 2012, wieś zamieszkiwało 815 osób, w tym 411 kobiet i 404 mężczyzn.
W 2001 roku rozkład populacji względem narodowości i przynależności etnicznej wyglądał następująco:
- Słowacy – 96,97%
- Romowie – 2,9%
- Węgrzy – 0,13%

Ze względu na wyznawaną religię struktura mieszkańców kształtowała się w 2001 roku następująco:
- Katolicy rzymscy – 55,43%
- Grekokatolicy – 15,78%
- Ewangelicy – 4,29%[a]
- Prawosławni – 7,32%
- Ateiści – 0,88%
- Przedstawiciele innych wyznań – 0,38%
- Nie podano – 3,03%